# Prudniki (rejon dokszycki)
Prudniki (biał. Пруднікі; ros. Прудники) – agromiasteczko na Białorusi, w obwodzie witebskim, w rejonie dokszyckim, w sielsowiecie Biehomla. W 2009 roku liczyło 342 mieszkańców.